# 서현 (1991년)
서현(본명: 서주현, 한자: 徐朱玄, 1991년 6월 28일 ~ )은 대한민국 걸그룹 소녀시대 멤버, 배우다.

## 학력
- 서울가산초등학교 (졸업)
- 영서중학교 (졸업)
- 대영고등학교 (전학) → 전주예술고등학교 방송문화예술과 (졸업)[2]
- 동국대학교 연극학부 (졸업)[3][4]

## 생애
서현은 1991년 서울특별시에서 무남독녀로 태어나 서울가산초등학교, 영서중학교를 졸업했다. 어릴 적 피아니스트가 꿈이었으나, 초등학교 5학년 무렵인 2002년 지하철 길거리 캐스팅을 통해서 SM 엔터테인먼트의 연습생이 되었다. 이후 2007년 대영고등학교 1학년 재학 중 걸 그룹 소녀시대에 합류하며 데뷔하였다.

### 소녀시대 데뷔 이후
초등학교 5학년부터 약 5년 간의 연습생 기간 끝에 소녀시대에 합류하며, 2007년 8월 2일 소녀시대의 싱글 〈다시 만난 세계〉를 통해 데뷔하였고, 8월 5일 《SBS 인기가요》에서 데뷔무대를 가졌다. 소녀시대는 〈Kissing You〉〈Baby Baby〉《Gee》《소원을 말해봐》《Oh!》 등으로 활동하며 많은 인기를 얻었다. 2008년 4월 서현은 멤버 제시카, 티파니와 함께 룸메이트의 곡 〈오빠 나빠〉의 객원보컬로도 활동하였으며 2009년 2월에는 주현미와 함께 트로트 프로젝트 싱글 〈짜라자짜〉를 발매해 활동했다.

### 2010 - 현재
2010년 2월부터는 씨엔블루의 리더 정용화와 《우리 결혼했어요 시즌2》에 가상 부부로 출연했다. 출연 당시 ‘용서커플’로 불리며 많은 인기를 얻었고, MBC 방송연예대상에서 인기상도 수상한다. 2010년 4월에는 박태환 선수와 함께 서울학생 7560+ 운동 홍보대사로 위촉되었다. 같은 해 6월 25일에는 서현이 부른 드라마 《김수로》의 메인 OST 〈아파도 괜찮아요〉가 공개되었고, 이는 가온 디지털 종합 차트 15위에 올랐다. 한편 서현은 태연과 함께 애니메이션 영화 《슈퍼배드》의 에디트 역의 한국어 더빙을 맡으며 새로운 분야에 도전하였다. 영화는 9월 16일 개봉되었고, 누적 관객수 100만 명 이상을 돌파하였다.
2011년 4월 2일 방송분을 끝으로 서현은 1년 만에 《우리 결혼했어요》에서 하차했다. 그 후 10월 11일에는 슈퍼주니어의 멤버 동해와 유니세프 엔보이로 임명되었고, 2011 아시아송 페스티벌 주제곡 "Dreams Come True"를 불러 수익금 전액을 유니세프에 기부한 바 있다. 2012년 2월에는 윤건과 듀엣 곡 〈Don't Say No〉를 발매해 음원 차트 상위권에 진입했다. 2월 18일부터는 태연, 티파니와 함께 MBC 《쇼! 음악중심》 진행을 맡았으며, 4월에는 태연, 티파니와 소녀시대의 첫 번째 유닛 그룹 소녀시대-태티서를 결성해 Twinkle로 활동하였다. 같은 해 4월에는 《패션왕》 OST 《기다릴게요》를 불렀다. 같은 해 5월에는 여수엑스포 유엔관 홍보대사로 임명되었다.

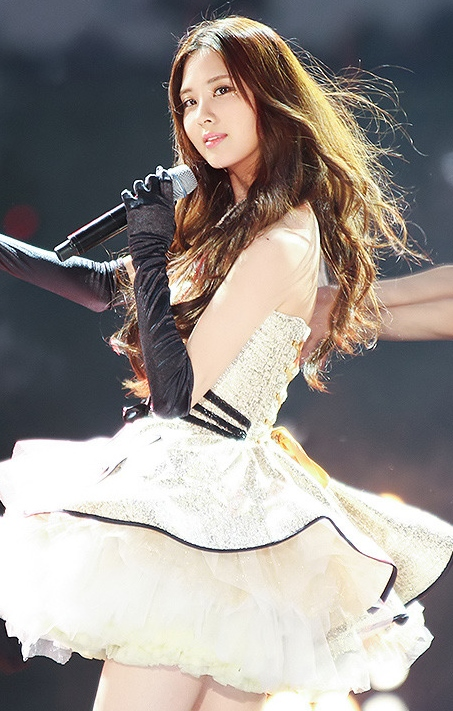
2013년 8월 30일, 순천만국제정 박람회 K-Pop 콘서트에서 공연중인 서현

2013년 1월 소녀시대의 4집 I Got a Boy가 발매되었는데, 이 때 이후 소녀시대 《Baby Maybe》, 《XYZ》, 《Holiday》, 《Sweet Talk》, 태티서 《Only U》《Dear Santa》등 가끔 작사에 참여하게 된다. 서현은 4월 13일을 마지막으로 1년 2개월 간 진행해오던 쇼! 음악중심에서 하차했다. 같은 해 서현은 2010년에 이어 《슈퍼배드 2》의 한국어 더빙을 맡았는데, 단역 더빙까지 소화해내며 호평을 받았다. 이 작품은 9월 12일 개봉된 이후 90만 관객을 동원하였다. 2013년 8월에는 SBS 주말극장 《열애》에 수의사 한유림 역을 맡으며 배우로서 데뷔하였다. 배우로서 활동할 때는 예명 대신에 주로 본명 서주현으로 활동한다. 2013년 11월 모교인 동국대학교 연극학부에 장학금 1억원을 기부했다.2014년에는 망막색소변성증 환자들을 위해 1000만원을 전달하기도 했다. 또한 2014년부터 공연되는 뮤지컬 《해를 품은 달》의 연우 역에 캐스팅 되며 뮤지컬 무대에도 데뷔하였다. 2015년 뮤지컬 《바람과 함께 사라지다》 스칼렛 오하라 역, 2016년에는 350대 1의 경쟁률 오디션을 훌륭히 뚫고 뮤지컬 《맘마 미아!》 ‘소피’역을 열연했다. 같은 해 SBS 드라마 《달의 연인 - 보보경심 려》에서 멸망한 후백제 공주 우희 역을 맡아 사극 드라마에 출연하였고, 이 작품을 통해 2016년 SAF 연기대상에서 판타지 드라마 부문 여자 특별연기상을 수상하였다. 

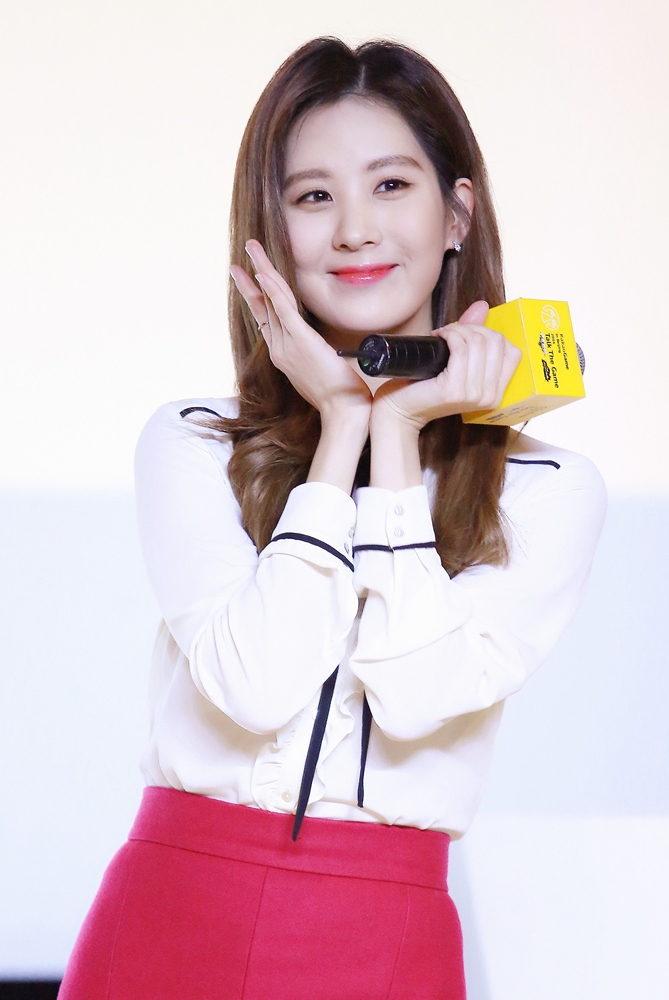
2016년 11월 9일, 중국 Kakao Talk The Game 행사에 참석한 서현.

2017년 1월 17일 첫 솔로 미니앨범 "Don't Say No"을 발매하였으며, 타이틀 곡을 제외한 6곡을 작사했다. 같은 해 개최한 5일 간의 솔로 콘서트에서는 특기인 피아노와 어쿠스틱 기타의 연주도 선보였다.
2017년 MBC 주말드라마 《도둑놈, 도둑님》 의 강소주 역을 맡았다. 지상파 드라마에서는 처음으로 여자 주인공 역할을 맡게 되었다. 시작 전에는 아이돌 출신으로 주말극 주연에 발탁된 것에 대한 비판은 있었지만, 꾸준히 발전하는 모습을 보이며 폭넓은 연령층의 시청자들에게 호평을 받았다. 이 작품을 통해 2017년 MBC 연기대상 여자신인상 을 수상하였다. 동시에 2017년 소녀시대 멤버로서는 소녀시대 10주년 앨범 활동, 8월 5일 10주년 팬미팅, 8월 12일 DMZ평화콘서트등에 참석했다.
2017년 10월 9일 SM엔터테인먼트와 계약이 만료됨에 따라 수영, 티파니와 함께 재계약을 하지 않고, 2017년 11월 3일 인스타그램을 통해 "사랑하는 팬 여러분께"라는 자신의 생각을 글로 남겼다. 배우로 전향이라고 소문 가운데, 2017년 11월 하순 인터뷰에서 서현당사자는"배우로 전향하기 위함은 아니다"며 "제 본업은 가수"라고 분명히 입장을 밝혔다. “제 인생에서 새로운 도전이 필요하다는 생각이 들었고, 도전을 하기 위해서는 선택을 해야만 했다. 이제는 가수로서, 배우로서, 그리고 인간 서주현으로서 새로운 도전을 하려고 한다. 하지만 앞으로 소녀시대로서 제가 필요한 곳이 있다면 언제든 언니들과 함께하기 위해 최선을 다할 것입니다”이라고 덧붙였다. 당분간 기획사, 소속사를 명확히 차린건 아니고, 1인 에이전시와 함께 하면서 일을 한다.

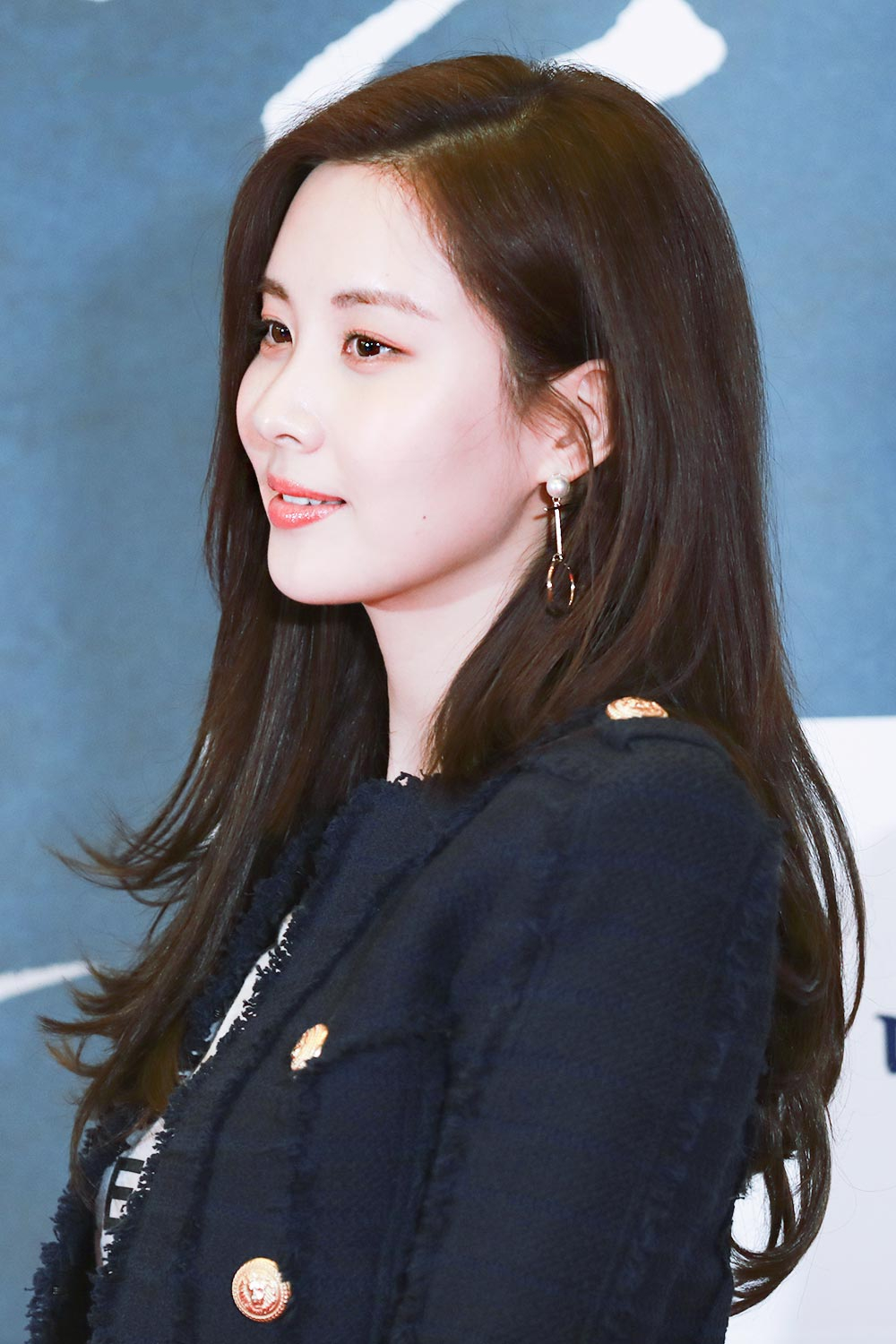
2018년 3월 26일, 영화 <7년의 밤> VIP 시사회에서 서현.

2018년 4월 루게릭환우를 돕고 있는 승일희망재단 측은 서현의 기부 사실을 전했다. 재단 측은 "서현은 오래전부터 후원을 해주고 계신다. 지금까지 총 4천만원의 후원금을 루게릭요양병원 건립기금으로 전달해주셨다"고 밝혔다. 재단 측은 "서현이 후원하고 있다는 내용을 밝히지 말아달라고 했으나, 우리는 서현의 예쁜 마음을 나누고 싶었다"며 "진심으로 감사드린다"고 전했다.
이후 서현은 7월에 첫방영한 MBC 드라마 《시간》에서 셰프 지망생 설지현 역으로 출연했다.

## 음반 활동

### 솔로 미니 앨범
- Don't Say No (2017)

### 참여 싱글
- 2009년 주현미&서현 디지털 싱글 〈짜라자짜〉
- 2010년 MBC 드라마 《김수로》 OST 〈아파도 괜찮아요〉
- 2011년 서현&동해 2011 아시아송 페스티벌 주제곡 〈Dreams come true〉
- 2012년 서현&윤건 디지털 싱글 〈Don't Say No〉
- 2012년 SBS 드라마 《패션왕》 OST 〈기다릴게요〉
- 2016년 SM STATION 〈Secret〉 - (With 유리)

### 참여 음반
- 2007년 TV 드라마 《아들 찾아 삼만리》OST 〈Touch The Sky〉(소녀시대와 함께 참여)
- 2008년 TV 드라마 《쾌도 홍길동》(KBS 수목드라마) O.S.T 〈작은 배〉(소녀시대와 함께 참여)
- 2008년 룸메이트 〈오빠 나빠〉(제시카, 티파니, 서현)
- 2008년 《마비노기》 O.S.T 〈It's Fantastic!〉(소녀시대와 함께 참여)
- 2008년 TV 드라마 《베토벤 바이러스》(MBC 수목드라마) O.S.T 〈사랑은 선율을 타고〉 (Day by Day)(소녀시대와 함께 참여)
- 2008년 윤상 스페셜 앨범 Song Book 〈랄랄라〉(소녀시대와 함께 참여)
- 2010년 G20 캠페인송 《Group of 20》 - 〈Let's go〉
- 2011년 동방신기 《왜 (Keep Your Head Down) REPACKAGE》 - 〈JOURNEY〉 피쳐링

## 쇼케이스·팬미팅

### SEOHYUN 25th BIRTHDAY PARTY
| 개최일          | 도시 | 국가     | 개최지         |
| --------------- | ---- | -------- | -------------- |
| 2015년 6월 28일 | 서울 | 대한민국 | SMTOWN THEATER |

### SEOHYUN 26th BIRTHDAY PARTY
| 개최일          | 도시 | 국가     | 개최지         |
| --------------- | ---- | -------- | -------------- |
| 2016년 6월 28일 | 서울 | 대한민국 | SMTOWN THEATER |

### SEOHYUN SOLO SHOWCASE "Don't Say No"
| 개최일          | 도시 | 국가     | 개최지         |
| --------------- | ---- | -------- | -------------- |
| 2017년 1월 16일 | 서울 | 대한민국 | SMTOWN THEATER |

### SEOHYUN 28th BIRTHDAY PARTY
| 개최일         | 도시 | 국가     | 개최지                 |
| -------------- | ---- | -------- | ---------------------- |
| 2018년 7월 1일 | 인천 | 대한민국 | 파라다이스시티 루빅 홀 |

### 2018 SEOHYUN [MEMORIES] ASIA FAN MEETING
| 개최일           | 도시     | 국가     | 개최지              |
| ---------------- | -------- | -------- | ------------------- |
| 2018년 11월 10일 | 서울     | 대한민국 | KBS스포츠월드       |
| 2018년 11월 17일 | 방콕     | 태국     | 창 와타나 홀        |
| 2018년 11월 24일 | 타이베이 | 중화민국 | 대만대학교 체육관   |
| 2019년 1월 27일  | 홍콩     | 홍콩     | 홍콩 컨벤션 센터    |
| 2019년 2월 2일   | 지바현   | 일본     | 마이하마 엠퍼시어터 |
| 2019년 2월 11일  | 대판     | 일본     | 알카익 홀           |

### SEOHYUN 2023 ASIA FANMEETING TOUR <SHe is SHhh>
| 개최일           | 도시 | 국가     | 개최지                  |
| ---------------- | ---- | -------- | ----------------------- |
| 2023년 10월 7일  | 서울 | 대한민국 | 유니버설 아트 센터      |
| 2023년 11월 18일 | 방콕 | 태국     | 탐마샷 대학교 그랜드 홀 |

## 수상 및 후보
| 연도 | 시상식                         | 부문                                 | 작품                    | 결과 |
| ---- | ------------------------------ | ------------------------------------ | ----------------------- | ---- |
| 2009 | 제11회 엠넷 아시안 뮤직 어워드 | 트롯 음악상                          | 짜라자짜 (With 주현미)  | 후보 |
| 2010 | MBC 방송연예대상               | 쇼·버라이어티부문 여자 신인상        | 우리 결혼했어요         | 후보 |
| 2010 | MBC 방송연예대상               | 쇼·버라이어티부문 여자 인기상        | 우리 결혼했어요         | 수상 |
| 2010 | MBC 방송연예대상               | 베스트 커플상 (with 정용화)          | 우리 결혼했어요         | 후보 |
| 2014 | 동국대학교                     | 공로상                               | 빈칸                    | 수상 |
| 2016 | SBS 연기대상                   | 판타지드라마부문 여자 특별연기상     | 달의 연인 - 보보경심 려 | 수상 |
| 2017 | 제10회 코리아 드라마 어워즈    | 여자 신인연기상                      | 도둑놈, 도둑님          | 후보 |
| 2017 | MBC 연기대상                   | 여자 신인연기상                      | 도둑놈, 도둑님          | 수상 |
| 2017 | MBC 연기대상                   | 주말극부문 여자 최우수연기상         | 도둑놈, 도둑님          | 후보 |
| 2018 | 제2회 더 서울어워즈            | 드라마부문 여자인기상                | 시간                    | 수상 |
| 2018 | 제7회 대한민국 베스트 스타상   | 베스트 드라마 스타상                 | 시간                    | 수상 |
| 2018 | MBC 연기대상                   | 수목미니시리즈부문 여자 최우수연기상 | 시간                    | 후보 |
| 2022 | 제58회 백상예술대상            | 영화부문 여자 신인연기상             | 모럴센스                | 후보 |
| 2022 | KBS 연기대상                   | 여자 신인연기상                      | 징크스의 연인           | 수상 |
| 2022 | KBS 연기대상                   | 여자 인기상                          | 징크스의 연인           | 후보 |
| 2022 | KBS 연기대상                   | 베스트 커플상 (with 나인우)          | 징크스의 연인           | 수상 |

### 가요 프로그램 1위
| 연도            | 수상 내역 (총 1회)                                           |
| --------------- | ------------------------------------------------------------ |
| 2017년 (총 1회) | - Don't Say No (총 1회) - 1월 26일 Mnet 《엠카운트다운》 1위 |